# Liste de via ferrata
Pour un article plus général, voir Via ferrata.
Ceci est une liste de via ferrata dans le monde.

## En Espagne
Cotations en Espagne : A=facile à E=très difficile
| Nom de la Via Ferrata                         | Ville                 | Région                  | Niveau | En un mot | Année de pose |
| --------------------------------------------- | --------------------- | ----------------------- | ------ | --- | ------------- |
| Via Ferrata de Redován                        | Redován               | Communauté valencienne. | E / K5 | Le plus grand d'Espagne. 2 variantes : K2 ou/ et K5. Section avec plusieurs balcons suspendus, ponts tibétains et la unique au monde avec charnière | 2018          |
| Via Ferrata de Santa Elena de Biescas         | Biescas               | Aragon                  | A      | Via ferrata école très bien équipée, courte (moins de 30 minutes).                                                                                  |               |
| Via ferrata del Santo Cristo - Olvena         | Olvena                | Aragon                  | A      | (es) |               |
| Via ferrata de Broto - Sorrosal               | Broto                 | Aragon                  | B      | (es) |               |
| Ferrata de Sacs                               | Benasque              | Aragon                  | C      | (es) |               |
| Vía Ferrata Regina-Oliana                     | Oliana                | Catalogne               | E      | (es) |               |
| Via ferrata Cala de Moli                      | Sant Feliu de Guixols | Catalogne               | AD     | Parcours presque horizontal au-dessus de la mer Fermée pour travaux (05/2006)                                                                       |               |
| Ferrata de la Teresina y Paret de Sta Cecilia | Montserrat            | Catalogne               | E      | (es) |               |
| Ferrata de las Damas                          | Montserrat            | Catalogne               | D      | (es) |               |
| Joc de l'Oca                                  | Montserrat            | Catalogne               | D      | (es) |               |
| Ferrata de les Baumes Corcades                | Centelles             | Catalogne               | C-D    | (es) |               |
| Ferrata del Montsant                          | La Morera de Montsant | Catalogne               | C      | (es) |               |
| Ferrata de les Gorgues de Salenys             | Romanyà de la Selva   | Catalogne               | B      | (es) |               |
| Ferrata Olmo-Urquiza                          | Corçà                 | Catalogne               | C      | (es) |               |

## EnAndorre
| Nom de la Via Ferrata  | Ville               | Paroisse            | Niveau | Orientation | En un mot                                                        | Année de pose |
| ---------------------- | ------------------- | ------------------- | ------ | ----------- | ---------------------------------------------------------------- | ------------- |
| Sant Vicenç d'Enclar   | Andorre-la-Vieille  | Andorre-la-Vieille  | B-C    | E           |                                                                  |               |
| Canal del Grau         | Canillo             | Canillo             | C      | OE          |                                                                  |               |
| Canal de la Mora       | Canillo             | Canillo             | A      | SE          |                                                                  |               |
| Racons                 | Canillo             | Canillo             | D-E    | SE          |                                                                  |               |
| Roc del Quer           | Canillo             | Canillo             | D      | SE          |                                                                  |               |
| Erts                   | La Massana          | La Massana          | A      | S-O         |                                                                  |               |
| Bony d'Envalira        | Encamp              | Encamp              | D      | NE          |                                                                  |               |
| Clots de l'Aspra       | Encamp              | Encamp              | A      | NE          |                                                                  |               |
| Coll dels Isards       | Le Pas de la Case   | Encamp              | B et D | N           | 2 via, Coll dels Isards Gauche (B) et Coll dels Isards Droit (D) |               |
| Roc d'Esquers          | Engordany           | Escaldes-Engordany  | C      | SO          |                                                                  |               |
| Creu del Noral         | Ordino              | Ordino              | A      | S-SO        |                                                                  |               |
| Segudet                | Ordino              | Ordino              | C      | SO          |                                                                  |               |
| Tossal Gran d'Aixovall | Sant Julià de Lòria | Sant Julià de Lòria | B      | E           |                                                                  |               |

## En France
Cotations en France : F=Facile, PD=Peu Difficile, AD=Assez Difficile, D=Difficile, TD=Très Difficile, ED=Extrêmement Difficile
| Nom de la Via Ferrata                        | Ville                                     | Département             | Difficulté                 | En un mot                                 | Année de pose |  |
| -------------------------------------------- | ----------------------------------------- | ----------------------- | -------------------------- | ----------------------------------------- | ------------- |  |
| Fort l'Écluse                                | Léaz                                      | Ain                     | AD                         |                                           |               |  |
| La Guinguette                                | Hostiaz                                   | Ain                     | D                          |                                           |               |  |
| La Grande Fistoire                           | Le Caire                                  | Alpes-de-Haute-Provence | AD à D+                    |                                           |               |  |
| L'aiguille de Luce                           | Meyronnes                                 | Alpes-de-Haute-Provence | D                          |                                           |               |  |
| L'aiguille du Coq                            | Meyronnes                                 | Alpes-de-Haute-Provence | D                          |                                           |               |  |
| L'Ourson                                     | Meyronnes                                 | Alpes-de-Haute-Provence | PD                         |                                           |               |  |
| La Tour d'Août                               | Meyronnes                                 | Alpes-de-Haute-Provence | TD                         |                                           |               |  |
| La via ferrata de Pra-Premier                | Arvieux                                   | Hautes-Alpes            | AD                         |                                           |               |  |
| Les crêtes de Combe la Roche                 | Arvieux                                   | Hautes-Alpes            | D+                         |                                           |               |  |
| La Croix de Toulouse                         | Briançon                                  | Hautes-Alpes            | PD                         |                                           |               |  |
| Mini via ferrata de Céüze                    | Céüze                                     | Hautes-Alpes            | AD                         |                                           |               |  |
| La via ferrata de Fort Queyras               | Château-Queyras                           | Hautes-Alpes            | PD                         |                                           |               |  |
| La Pointe de Charra                          | Claret                                    | Hautes-Alpes            | PD                         |                                           |               |  |
| La Grande Falaise                            | Freissinières                             | Hautes-Alpes            | 2 parties : D              |                                           |               |  |
| L'Horloge                                    | L'Argentière-la-Bessée                    | Hautes-Alpes            | F                          |                                           |               |  |
| Les Gorges de la Durance                     | L'Argentière-la-Bessée                    | Hautes-Alpes            | TD                         |                                           |               |  |
| Les Vires des Gorges d'Agnielles             | La Faurie                                 | Hautes-Alpes            | AD                         |                                           |               |  |
| Les Mines du Grand Clôt                      | La Grave                                  | Hautes-Alpes            | D                          |                                           |               |  |
| L'Aiguillette du Lauzet                      | Le Lauzet                                 | Hautes-Alpes            | PD                         |                                           |               |  |
| La Cascade                                   | Les Orres                                 | Hautes-Alpes            | TD                         |                                           |               |  |
| Marcelinas                                   | Les Orres                                 | Hautes-Alpes            | AD                         |                                           |               |  |
| La Voie de la Balme                          | Les Vigneaux                              | Hautes-Alpes            | D                          |                                           |               |  |
| La Voie du Colombier                         | Les Vigneaux                              | Hautes-Alpes            | PD                         |                                           |               |  |
| Le sentier de la Combe                       | Puy-Saint-Vincent                         | Hautes-Alpes            | F                          |                                           |               |  |
| Le Tournoux                                  | Puy-Saint-Vincent                         | Hautes-Alpes            | PD                         |                                           |               |  |
| Le Rocher Blanc                              | Serre Chevalier                           | Hautes-Alpes            | 2 parcours : PD ou D       |                                           |               |  |
| Le Rocher de l'Yret                          | Serre-Chevalier                           | Hautes-Alpes            | PD                         |                                           |               |  |
| Le Rocher du Bez                             | Serre-Chevalier                           | Hautes-Alpes            | PD                         |                                           |               |  |
| La traversée des Beaumes                     | Saint-Étienne-en-Dévoluy                  | Hautes-Alpes            | AD                         |                                           |               |  |
| Vertigo                                      | Saint-Étienne-en-Dévoluy                  | Hautes-Alpes            | D+                         |                                           |               |  |
| La via ferrata d'Arsine                      | Villar-d'Arêne                            | Hautes-Alpes            | AD                         |                                           |               |  |
| Les Baus de la Frema                         | La Colmiane / Valdeblore                  | Alpes-Maritimes         | D                          |                                           |               |  |
| Les Canyons de Lantosque                     | Lantosque                                 | Alpes-Maritimes         | 3 parties : F - AD - D     |                                           |               |  |
| La Ciappea                                   | La Brigue                                 | Alpes-Maritimes         | D+                         |                                           |               |  |
| La Traditionnelle                            | Auron                                     | Alpes-Maritimes         | D/TD                       |                                           |               |  |
| L'Escale                                     | Peille                                    | Alpes-Maritimes         | 4 parcours : de D à TD     |                                           |               |  |
| Les Demoiselles du Castagnet                 | Puget-Théniers                            | Alpes-Maritimes         | D+                         |                                           |               |  |
| Les Comtes Lascaris                          | Tende                                     | Alpes-Maritimes         | 2 parties : D et TD        |                                           |               |  |
| La via ferrata des Estagnous                 | Castillon-en-Couserans / Bordes-Uchentein | Ariège                  | 2 parties : D              |                                           |               |  |
| La via ferrata du Vicdessos                  | Vicdessos / Vallée de Vicdessos           | Ariège                  | 3 parties : PD et AD+      |                                           |               |  |
| La via ferrata du Boffi                      | Millau                                    | Aveyron                 | 2 parcours : AD - D        |                                           |               |  |
| La via ferrata du bois des Baltuergues       | Sainte-Geneviève-sur-Argence              | Aveyron                 | AD/D                       |                                           |               |  |
| La via ferrata du Lac des Graves             | Lascelle                                  | Cantal                  | PD / D                     |                                           |               |  |
| La via ferrata Dordogne                      | Argentat                                  | Corrèze                 | 4 parcours : F à PD        |                                           |               |  |
| La via ferrata de Buccarona                  | Solenzara                                 | Corse-du-Sud            | AD                         |                                           |               |  |
| La via ferrata Roc'Option                    | Tolla                                     | Corse-du-Sud            |                            |                                           |               |  |
| La via ferrata de Chisa                      | Chisa                                     | Haute-Corse             | D/D+                       |                                           |               |  |
| La via ferrata Dia Manicella                 | Moltifao                                  | Haute-Corse             | D                          |                                           |               |  |
| La via ferrata de la Scaletta                | Moltifao                                  | Haute-Corse             | PD                         |                                           |               |  |
| Via ferrata de Marqueyssac                   | Vezac                                     | Dordogne                | F                          |                                           |               |  |
| Les Baumes du Verneau                        | Nans-sous-Sainte-Anne                     | Doubs                   | 3 circuits : AD/AD/TD+     |                                           |               |  |
| La via ferrata de la Roche du Mont           | Ornans                                    | Doubs                   | 2 parcours : AD et TD+     |                                           |               |  |
| La via ferrata des Echelles de la Mort       | Charquemont                               | Doubs                   | AD/D                       |                                           |               |  |
| Via ferrata Val de Consolation               | Consolation-Maisonnettes                  | Doubs                   | F, D, TD                   |                                           |               |  |
| Le pas de l'Echelle                          | Chalancon                                 | Drôme                   | AD                         |                                           |               |  |
| Chironne                                     | Col de Rousset                            | Drôme                   | D / TD                     |                                           |               |  |
| Le Claps                                     | Luc-en-Diois                              | Drôme                   | AD+                        |                                           |               |  |
| La Berche                                    | Lus-la-Croix-Haute                        | Drôme                   | AD / D                     |                                           |               |  |
| Les gorges du Gardon                         | Collias                                   | Gard                    | AD                         |                                           |               |  |
| La via ferrata du Thaurac                    | Saint-Bauzille-de-Putois                  | Hérault                 | PD-                        |                                           |               |  |
| La via ferrata du Vidourle                   | Saint-Sériès                              | Hérault                 | 2 parcours : AD - TD/ED    |                                           |               |  |
| La via ferrata des Lacs Robert               | Chamrousse                                | Isère                   | AD                         |                                           |               |  |
| Via ferrata des 3 Fontaines                  | Chamrousse                                | Isère                   | PD / AD                    |                                           |               |  |
| Les Tunnels & Le Grand Frisson               | Corps / Barrage du Sautet                 | Isère                   | 2 parties : PD et AD       |                                           |               |  |
| La Vire des Lavandières                      | Crolles                                   | Isère                   | AD/D                       |                                           |               |  |
| Le Grand Dièdre                              | Crolles                                   | Isère                   | TD/ED-                     |                                           |               |  |
| Via ferrata de la Bastille                   | Grenoble                                  | Isère                   | 2 parties : AD/D - D/TD    |                                           |               |  |
| Les Gorges de Sarenne                        | L'Alpe d'Huez                             | Isère                   | AD                         |                                           |               |  |
| Pierre-Ronde                                 | L'Alpe d'Huez                             | Isère                   | D                          |                                           |               |  |
| La via ferrata de la Cascade                 | L’Alpe du Grand Serre                     | Isère                   | PD                         |                                           |               |  |
| La via ferrata de Saint-Christophe-en-Oisans | Saint-Christophe-en-Oisans                | Isère                   | D                          |                                           |               |  |
| Les Perrons                                  | Venosc / Les Deux Alpes                   | Isère                   | D                          |                                           |               |  |
| La via ferrata de la Roche du Dade           | Morez                                     | Jura                    | AD / D                     |                                           |               |  |
| La via ferrata de Planfoy                    | Planfoy                                   | Loire                   | 2 parcours : PD - AD/D     |                                           |               |  |
| La via Ferrata du Puy des Juscles            | Le Pertuis                                | Haute-Loire             | 2 parcours : F/PD - AD     |                                           |               |  |
| Les Rochers de la Miramande                  | Saint-Jean-Lachalm                        | Haute-Loire             | 3 parcours vert/rouge/noir |                                           |               |  |
| La via ferrata d'Orbeil                      | Orbeil                                    | Puy-de-Dôme             | AD ?                       |                                           |               |  |
| La via ferrata de Siala                      | Eaux-Bonnes/ Gourette                     | Pyrénées-Atlantiques    | 2 variantes : F - D - TD   |                                           |               |  |
| La Via ferrata des Allias                    | Cauterets                                 | Hautes-Pyrénées         | 2 parcours F/AD - D/TD     |                                           |               |  |
| Via ferrata de Coumély                       | Gavarnie/Gèdre                            | Hautes-Pyrénées         | TD/TD+                     |                                           |               |  |
| Pont Napoléon                                | Luz-Saint-Sauveur                         | Hautes-Pyrénées         | D/D+                       |                                           |               |  |
| Les Escaldilles                              | Llo                                       | Pyrénées-Orientales     | 2 variantes : AD ou D+     |                                           |               |  |
| La Tête de Cheval                            | Aiguebelette-le-Lac                       | Savoie                  |                            |                                           |               |  |
| La Descente aux Enfers                       | Aussois                                   | Savoie                  | D                          |                                           |               |  |
| La Montée au Ciel                            | Aussois                                   | Savoie                  | D                          |                                           |               |  |
| La Montée au Purgatoire                      | Aussois                                   | Savoie                  | D                          |                                           |               |  |
| La Traversée des Anges                       | Aussois                                   | Savoie                  | 2 parties : D              |                                           |               |  |
| Les Angelots                                 | Aussois                                   | Savoie                  | F                          |                                           |               |  |
| Le Chemin de la Vierge                       | Aussois                                   | Savoie                  | AD                         |                                           |               |  |
| Les Diablotins                               | Aussois                                   | Savoie                  | PD                         |                                           |               |  |
| Les Roi mages                                | Aussois                                   | Savoie                  | TD                         |                                           |               |  |
| La via ferrata de l'École Buissonnière       | Aussois                                   | Savoie                  | AD                         |                                           |               |  |
| Le Roc du Vent                               | Beaufort                                  | Savoie                  | AD                         |                                           |               |  |
| La via ferrata d'Andagne                     | Bessans                                   | Savoie                  | D                          |                                           |               |  |
| La via ferrata des grosses pierres           | Champagny-en-Vanoise                      | Savoie                  | ED+                        |                                           |               |  |
| Le Plan du Bouc                              | Champagny-en-Vanoise                      | Savoie                  | PD / AD                    |                                           |               |  |
| La Croix de Verdon                           | Courchevel                                | Savoie                  | D                          |                                           |               |  |
| Le Lac de la Rosière                         | Courchevel                                | Savoie                  | PD                         |                                           |               |  |
| La via ferrata du Pichet                     | Lanslevillard                             | Savoie                  | F+ / AD+                   |                                           |               |  |
| Nant de Rossane                              | Les Aillons / Aillon-le-Jeune             | Savoie                  | 3 parties : AD - F - D     |                                           |               |  |
| La via ferrata du Levassaix                  | Levassaix / Saint-Martin-de-Belleville    | Savoie                  | PD                         |                                           |               |  |
| Les Contrebandiers                           | Modane / Valfréjus                        | Savoie                  |                            |                                           |               |  |
| Les Bettières                                | Peisey-Nancroix                           | Savoie                  | 3 tronçons : PD - AD - D   |                                           |               |  |
| La Passerelle                                | Pontamafrey-Montpascal                    | Savoie                  | D                          |                                           |               |  |
| Le Bastion                                   | Pontamafrey-Montpascal                    | Savoie                  | TD                         |                                           |               |  |
| La Cascade de la Fraîche                     | Pralognan-la-Vanoise                      | Savoie                  | D+                         |                                           |               |  |
| La Chal                                      | Saint-Colomban-des-Villards               | Savoie                  | D                          |                                           |               |  |
| La via ferrata Jules Carret                  | Saint-Jean-d'Arvey                        | Savoie                  | 2 parcours : AD+ - ED      |                                           |               |  |
| Bonnant                                      | Saint-Julien-Mont-Denis                   | Savoie                  | PD                         |                                           |               |  |
| La Croix des Têtes                           | Saint-Julien-Mont-Denis                   | Savoie                  | D                          |                                           |               |  |
| Le Télégraphe                                | Saint-Martin-d'Arc                        | Savoie                  | PD à D                     |                                           |               |  |
| La via ferrata du Cochet                     | Saint-Martin-de-Belleville                | Savoie                  | AD                         |                                           |               |  |
| La via ferrata de Roche Veyrand              | Saint-Pierre-d'Entremont                  | Savoie                  | 2 parties : AD - TD        |                                           |               |  |
| La via ferrata de Saint-Sorlin d'Arves       | Saint-Sorlin-d'Arves                      | Savoie                  | AD / D                     |                                           |               |  |
| Le Golet de la Trouye                        | Ugine                                     | Savoie                  | PD                         |                                           |               |  |
| Le Pas de l'Ours                             | Ugine                                     | Savoie                  | PD                         |                                           |               |  |
| Le Roc de Tovière                            | Val d'Isère                               | Savoie                  | 2 parties : PD/D - TD/ED   |                                           |               |  |
| Les Plates de la Daille                      | Val d'Isère                               | Savoie                  | TD                         |                                           |               |  |
| Le Rocher Saint-Pierre                       | Valloire                                  | Savoie                  | TD/ED                      |                                           |               |  |
| Poingt Ravier                                | Valloire                                  | Savoie                  | PD                         |                                           |               |  |
| Le Saix du Tour                              | Avoriaz                                   | Haute-Savoie            | D                          |                                           |               |  |
| Les Saix de Miolène                          | La Chapelle-d'Abondance                   | Haute-Savoie            | 3 parties : AD+ - TD - TD  |                                           |               |  |
| La via du Semnoz (ou du Maquis)              | Gruffy                                    | Haute-Savoie            | F                          |                                           |               |  |
| Yves Pollet-Villard                          | La Clusaz                                 | Haute-Savoie            | D                          |                                           |               |  |
| La Tour du Jallouvre                         | Le Grand-Bornand                          | Haute-Savoie            | TD-                        |                                           |               |  |
| La via ferrata du Mont                       | Sixt-Fer-à-Cheval                         | Haute-Savoie            | AD / D                     |                                           |               |  |
| La via ferrata de Collonge sous Salève       | Saint-Julien-en-Genevois                  | Haute-Savoie            | 2 parties : PD             |                                           |               |  |
| La via ferrata Revaclier (au Bois du Pomier) | Saint-Julien-en-Genevois                  | Haute-Savoie            | D                          |                                           |               |  |
| La Roche à l'Agathe                          | Thônes                                    | Haute-Savoie            | 3 parties : PD - D - TD/ED |                                           |               |  |
| La Cascade Niagara                           | Sainte-Suzanne                            | La Réunion              | 2 parties : AD - D         |                                           |               |  |
| Colline Saint Jacques                        | Cavaillon                                 | Vaucluse                | 2 parties : D - TD         | Très belle vue sur la ville de Cavaillon. | 2013          |  |
| Rando-ferrata de la Source de la Moselle     | Bussang                                   | Vosges                  | 2 parties : PD - AD        |                                           |               |  |

## EnItalie
| Nom de la Via Ferrata                     | Ville                            | Région             | Niveau         | En un mot | Année de pose |
| ----------------------------------------- | -------------------------------- | ------------------ | -------------- | --- | ------------- |
| Sentiero attrezzato dell’Averau           | Averau                           | Vénétie            | Facile         | |               |
| Ferrata Giovanni Barbara                  | Cascata di Fanes                 | Vénétie            | Facile         | |               |
| Via delle Bocchette Alte                  | Cima Brenta                      | Trentin-Haut-Adige | Moyen          | |               |
| Oliva Detassis                            | Cima Brenta                      | Trentin-Haut-Adige | Très Difficile | |               |
| Via delle Bocchette Centrali              | Cima Brenta Alta                 | Trentin-Haut-Adige | Moyen          | Petite partie glaciaire, altitude au- dessus de 2 500 m.                                                                  |               |
| Sentiero attrezzato Tru Dolomieu          | Cima Cunturines                  |                    | Facile         | |               |
| Ettore Bovero                             | Col Rosa’                        |                    | Difficile      | |               |
| Ferrata dei Finanzieri                    | Colac                            |                    | Moyen          | |               |
| Sentiero Ivano Dibona                     | Cristallino d’Ampezzo (3 008 m)  |                    | Facile         | |               |
| Ferrata Marino Bianchi                    | Cristallo di Mezzo               |                    | Moyen          | |               |
| Ferrata Cesco Tomaselli parete SO         | Fanis Sud                        |                    | Très Difficile | |               |
| Sentiero attrezzato Forcella Zumeles      | Forcella Zumeles                 |                    | Moyen          | |               |
| Via della Pace                            | Furcia Rossa                     |                    | Moyen          | |               |
| Marmolada Cresta Ovest                    | Marmolada                        |                    | Difficile      | |               |
| Sentiero Benini                           | Massif de Brenta                 |                    | Facile         | Itinéraire facile qui permet de rejoindre la Via delle Bochette via le téléphérique. Presque uniquement en descente.      |               |
| Ferrata delle Trincee                     | Mesola                           |                    | Moyen          | |               |
| Sentiero attrezzato De Luca - Innerkofler | Mont Paterno                     |                    | Facile         | Vue imprenable sur les Tre Cime di Lavaredo, avec une partie creusée dans la roche. Fréquentation parfois problématique.  |               |
| Sentiero delle Forcelle                   | Mont Paterno                     |                    | Facile         | Cheminement très facile, mais ces drôles de cailloux valent le coup d'œil ; moins de monde que sur l'Innerkofler voisine. |               |
| Vallon Bianco                             | Monte Vallon Bianco              |                    | Moyen          | |               |
| Ferrata Ra Gusela                         | Nuvolau                          |                    | Moyen          | |               |
| Sentiero Attrezzato Nico Gusella          | Pale di San Martino              |                    | Facile         | Agréable et facile. Permet d'accéder à la Cima di Val di Roda                                                             |               |
| Via Ferrata del Velo                      | Pale di San Martino              |                    | Facile         | Idem. Peut-être un peu plus physique ?                                                                                    |               |
| Ferrata Passo Santner                     | Passo Santner                    |                    | Moyen          | |               |
| Galleria del Piccolo Lagazuoi             | Piccolo Lagazuoi                 |                    | Facile         | |               |
| Ferrata Cesare Piazzetta                  | Piz Boè                          |                    | Très Difficile | |               |
| Ferrata delle Mèsules                     | Piz Selva                        |                    | Difficile      | |               |
| Ferrata Giuseppe Olivieri                 | Punta Anna                       |                    | Difficile      | |               |
| Ferrata Albino Michielli Strobel          | Punta Fiames                     |                    | Moyen          | |               |
| Ferrata Renè de Pol                       | Punta Ovest del Forame (2 385 m) |                    | Moyen          | |               |
| Ferrata Bolver Lugli                      | San Martino di Castrozza         | Trentin-Haut-Adige | Moyen          | |               |
| Formenton                                 | Tofana di Dentro                 |                    | Moyen          | |               |
| Ferrata Gianni Aglio                      | Tofana di Mezzo                  |                    | Difficile      | |               |
| Ferrata Giovanni Lipella                  | Tofana di Rozes                  |                    | Moyen          | Itinéraire relativement long avec un vrai sommet alpin en récompense…                                                     |               |
| Sentiero delle Scalette                   | Torre di Toblin                  |                    | Moyen          | |               |
| Ferrata Brigata Tridentina                | Torre Exner                      |                    | Moyen          | |               |

## En Allemagne
Cotations : A=facile - E=extrême
| Nom de la Via Ferrata        | Ville      | Land            | Niveau | En un mot | Année de pose |
| ---------------------------- | ---------- | --------------- | ------ | --------- | ------------- |
| Todtnauer Klettersteig       | Todtnau    | Bade-Wurtemberg | C      | (de)      |               |
| Ettaler-Manndl-Steig         | Ettal      | Bavière         | A/B    | (de)      |               |
| Alpspitze Klettersteig       | Garmisch   | Bavière         | B      | (de)      |               |
| Höllentalsteig zur Zugspitze | Garmisch   | Bavière         | C      | (de)      |               |
| Wetterstein-Klettersteig     | Mittenwald | Bavière         | C      | (de)      |               |
| Pidinger Klettersteig        | Piding     | Bavière         | C/D    | (de)      |               |

## En Autriche
(de)
| Nom de la Via Ferrata                  | Bundesland   | Ville     | Massif                              | Niveau | Orientation | En un mot                                                                                 | Année de pose |
| -------------------------------------- | ------------ | --------- | ----------------------------------- | ------ | ----------- | ----------------------------------------------------------------------------------------- | ------------- |
| Rote Säule Klettersteig                | Tirol (ost-) | Prägraten | Venediger-Gruppe                    | D/E    | E           | Variante B                                                                                |               |
| Türml-Klettersteig                     | Tirol (ost-) | Prägraten | Venediger-Gruppe                    | C      | N           |                                                                                           |               |
| Dopamin - Klettersteig                 | Tirol (ost-) | Lienz     | Gailtaler Alpen / Lienzer Dolomiten | E/F    | NE          | Variante D                                                                                |               |
| Familien Klettersteig Galitzenklamm    | Tirol (ost-) | Lienz     | Gailtaler Alpen / Lienzer Dolomiten | B/C    | NW          |                                                                                           |               |
| Klettersteig Adrenalin - Galitzenklamm | Tirol (ost-) | Lienz     | Gailtaler Alpen / Lienzer Dolomiten | E      | NW          |                                                                                           |               |
| Seekofel - Klettersteig                | Tirol (ost-) | Lienz     | Gailtaler Alpen / Lienzer Dolomiten | C      | SW          |                                                                                           |               |
| Piccola Ferrata                        | Tirol (ost-) | Lienz     | Gailtaler Alpen / Lienzer Dolomiten | B/C    | NW          |                                                                                           |               |
| Galitzenklamm - Klettersteig           | Tirol (ost-) | Lienz     | Gailtaler Alpen / Lienzer Dolomiten | C/D    | NW          |                                                                                           |               |
| Madonnen - Klettersteig                | Tirol (ost-) | Lienz     | Gailtaler Alpen / Lienzer Dolomiten | C      | SW          | tronçon en UIAA 1 cordée si glissant                                                      |               |
| Rudl Eller - Steig                     | Tirol (ost-) | Lienz     | Gailtaler Alpen / Lienzer Dolomiten | A      | W           | chemin d'acces à la Karlsbader Hütte départ de plusieurs via ferrata                      |               |
| Laserz - Klettersteig                  | Tirol (ost-) | Lienz     | Gailtaler Alpen / Lienzer Dolomiten | D      | W           |                                                                                           |               |
| Kranewitsteig - Klettersteig           | Tirol (ost-) | Lienz     | Gailtaler Alpen / Lienzer Dolomiten | C/D    | N           |                                                                                           |               |
| Allmaier Toni Weg                      | Tirol (ost-) | Lienz     | Gailtaler Alpen / Lienzer Dolomiten | B/C    | N           |                                                                                           |               |
| Sepp Oberlechner Ged. Weg              | Tirol (ost-) | Lienz     | Gailtaler Alpen / Lienzer Dolomiten | C/D    | W           | via ferrata de type sommet et course d'arête /échappatoire prévoir 100m corde pour rappel |               |
| Ari Schübel u. Gebirgsjägersteig       | Tirol (ost-) | Lienz     | Gailtaler Alpen / Lienzer Dolomiten | B/C    | W           | tronçon en UIAA 1- rejoint la "Sepp Oberlechner Ged. Weg"                                 |               |

## Au Canada
| Nom de la Via Ferrata                             | Ville                                    | Province             | Niveau                 | En un mot                                                           | Année de pose |
| Via ferrata de Whistler Peak                      | Whistler                                 | Colombie-Britannique | ?                      |                                                                     |               |
| Via ferrata du Canyon Sainte-Anne                 | Beaupré                                  | Québec               | ?                      |                                                                     |               |
| Via ferrata du Cap Jaseux                         | St-Fulgence                              | Québec               | ?                      |                                                                     |               |
| Via ferrata du Parc de la rivière Batiscan        | Ste-Geneviève de Batiscan/Saint-Narcisse | Québec               | ?                      |                                                                     |               |
| Via ferrata des Palissades de Charlevoix          | Charlevoix                               | Québec               | Intermédiaire-Avancé   |                                                                     |               |
| Via ferrata de la Chute Montmorency               | Côte de Beaupré                          | Québec               | ?                      |                                                                     |               |
| Via ferrata du Parc national du Fjord-du-Saguenay | Rivière-Éternité                         | Québec               | Débutant-Intermédiaire | 3 types de parcours possibles. Vue sur le fjord et la baie Éternité |               |

## Aux États-Unis
| Nom de la Via Ferrata           | Ville       | État                 | Niveau | En un mot | Année de pose |
| ------------------------------- | ----------- | -------------------- | ------ | --------- | ------------- |
| Via ferrata de Torent Falls     |             | Kentucky             |        |           |               |
| Via ferrata de Nelson Rocks     | River Knobs | Virginie-Occidentale |        |           |               |
| Via ferrata de Waterfall Canyon | Ogden       | Utah                 |        |           |               |

## Au Maroc
Cotations au Maroc : ?
| Nom de la Via Ferrata | Ville     | Région    | Niveau | En un mot | Année de pose |
| --------------------- | --------- | --------- | ------ | --------- | ------------- |
| Tahnaout              | Marrakech | Marrakech | ?      |           |               |

## En Suisse
Cotations en Suisse : F=facile, PD=peu difficile, AD=assez difficile, D=difficile, TD=très difficile, ED=extrêmement difficile
| Nom de la Via Ferrata                        | Ville                           | Canton    | Niveau                                      | En un mot | Année de pose |
| -------------------------------------------- | ------------------------------- | --------- | ------------------------------------------- | --- | ------------- |
| Meiringen                                    | Meiringen                       | Berne     | PD, D                                       | Parcours enfant et adulte |               |
| Eiger-Rotstock                               | Grindelwald                     | Berne     | PD-                                         | Dans la partie ouest de la face nord de l'Eiger |               |
| Chäligang                                    | Adelboden                       | Berne     | PD-                                         | Directement à côté d'une cascade |               |
| Allmenalp                                    | Kandersteg                      | Berne     | TD-                                         | Plusieurs passerelles et ponts. Équipées avec des pieux. 2 tyroliennes facultatives |               |
| Gantrisch                                    | Gantrisch                       | Berne     | TD-                                         | Parcours vertical très aérien. Partiellement équipées avec des pieux |               |
| Le Pillier                                   | Moléson-sur-Gruyère             | Fribourg  | D                                           | ensoleillement idéal en début de journée |               |
| Voie Hohl                                    | Moléson-sur-Gruyère             | Fribourg  | D+                                          | |               |
| Via Ferrata de Braunwald                     | Braunwald                       | Glaris    | AD, D, TD                                   | Une seule voie (3 parties), passe par-dessus les Eggstöcke (2 449 m). 1re partie: 2-4h; 1+2: 4-6h; 1+2+3: 6-8h                                                                                    |               |
| Tichodrome                                   | Noiraigue                       | Neuchâtel | PD+                                         | Courte, pour débutants. Avec 1 ou 2 passages en dessus du vide. Vue sur le Val de Travers |               |
| Paroi du Fürenalp                            | Engelberg                       | Obwald    | D+                                          | Vue sur la face nord du Titlis (3 239 m) |               |
| Via ferrata diavolo                          | Andermatt                       | Uri       | PD                                          | Parfait pour les débutants |               |
| Via ferrata de Tière                         | Champéry, Val-d'Illiez          | Valais    | D                                           | Intense, débute par passerelle |               |
| Ferrata Belvédère                            | Nax                             | Valais    | D                                           | Domine la vallée du Rhône, vertige |               |
| Ferrata du Barrage de Moiry                  | Grimentz                        | Valais    | D+, TD                                      | Passage en surplomb dans la 2e partie, arrivée au Barrage de Moiry |               |
| Ferrata du Mittaghorn                        | Saas-Fee                        | Valais    | AD+                                         | Via Ferrata de haute-montagne (arrivée à 3 143 m), magnifique paysage sur les sommets de la région                                                                                                |               |
| Via ferrata Baltschiedertaler                | Baltschieder                    | Valais    | D+                                          | Haute montagne |               |
| Jägihorn                                     | Saas-Grund                      | Valais    | D                                           | 5 échelles, départ d'une cabane, haute montagne |               |
| Gemmi Aventure                               | Loèche-les-Bains                | Valais    | AD                                          | Via ferrata contenant de éléments d'un parcours aventure en forêt |               |
| Daubenhorn                                   | Loèche-les-Bains                | Valais    | ED                                          | Nombreuses échelles et chutes de pierres. 1 000 mètres de dénivelé. Via Ferrata la plus difficile de Suisse                                                                                       |               |
| Évolène Région                               | Évolène                         | Valais    | D+, TD                                      | en 3 parties, niveau élevé, surplombs, à bras |               |
| Via Farinetta                                | Saillon                         | Valais    | AD+, D+, TD+ avec une liane[réf. souhaitée] | Via ferrata en 3 parties qui suit le chemin emprunté par le contrebandier Joseph-Samuel Farinet ; une des seules via ferrata débutant en plaine[réf. nécessaire], dans les gorges de la Salentze. |               |
| Via Ferrata Gabi Simplon                     | Col du Simplon / Hameau de Gabi | Valais    | [Quoi ?]                                    | |               |
| Via ferrata Annenhütte (Rock Metal Climbing) | Fafleralp, Lötschental          | Valais    | PD (K2-3)                                   | Part du chemin menant au glacier Langgletscher et arrive à la cabane Annenhütte |               |
| Rocher Jaune / Tête aux Chamois              | Les Diablerets                  | Vaud      | D+                                          | Aérienne |               |
| Ferrata des Dames Anglaises                  | Les Diablerets                  | Vaud      | D                                           | Départ d'une cabane, haute montagne |               |
| Cascade du Dar                               | Les Diablerets                  | Vaud      | D+                                          | Équipement minimum, plusieurs surplombs |               |
| Ferrata La Tour d'Aï                         | Leysin                          | Vaud      | D                                           | Panorama, très aérienne |               |
| Ferrata de Plan-Praz                         | Leysin                          | Vaud      | TD                                          | Très surplombante, physique. Comporte 2 échappatoires |               |
| La Videmanette voie 1                        | Rougemont                       | Vaud      | F                                           | Courte, pour débutant, pas vraiment une via ferrata |               |
| La Videmanette voie 2                        | Rougemont                       | Vaud      | PD                                          | Même départ et arrivée que la voie 1 avec un mur vertical en plus |               |
| La Videmanette voie 3                        | Rougemont                       | Vaud      | D+                                          | Vertigineuse, technique |               |